# Meunasah Pulo (Peudada)
Meunasah Pulo is een bestuurslaag in het regentschap Bireuen van de provincie Atjeh, Indonesië. Meunasah Pulo telt 1335 inwoners (volkstelling 2010).